# Night Stalker : Le Guetteur
Pour les articles homonymes, voir Night Stalker.
Night Stalker : Le Guetteur (Night Stalker) est une série télévisée américaine en dix épisodes de 42 minutes, créée par Frank Spotnitz dont six épisodes ont été diffusés entre le 29 septembre 2005 et le 17 mars 2006 sur le réseau ABC.
En France, la série a été diffusée sur M6 en 2007. Elle reste inédite dans les autres pays francophones.

## Synopsis
Carl Kolchak, un journaliste dont la femme a été assassinée par une entité inconnue, passe ses nuits à patrouiller les rues en écoutant la police, toujours sur le qui-vive pour découvrir des phénomènes paranormaux. Entouré d'un photographe (Jain McManus) et d'une autre journaliste (Perri Reed), il écume les rues de la ville pour essayer d'élucider le meurtre de sa femme.

## Distribution
- Stuart Townsend (VF : Mathieu Moreau) : Carl Kolchak
- Gabrielle Union (VF : Delphine Moriau) : Perri Reed
- Eric Jungmann (en) (VF : Sébastien Hébrant) : Jain McManus
- Cotter Smith (en) (VF : Franck Dacquin) : Tony Vincenzo
- Eugene Byrd : Alex Nyby, travail à la morgue (4 épisodes)
- John Pyper-Ferguson : Bernard Fain, agent du FBI (3 épisodes)

## Épisodes
1. Le Règne de la peur (Pilot)
2. Sous influence (The Five People You Meet in Hell)
3. La Confrérie (Three)
4. Obsession (Burning Man)
5. Malum (Malum)
6. Agent trouble [1/2] (The Source)
7. Agent trouble [2/2] (The Sea)
8. La Mort dans la peau (Into Night)
9. La Morsure du temps (Timeless)
10. La Réponse (What's the Frequency, Kolchak?)
11. Titre français inconnu (Ascendant)
12. Titre français inconnu (The 'M' Word).

## Commentaires
- L'épisode La Mort dans la peau (Into Night) devrait être originellement le deuxième épisode, qui marque un point tournant dans la relation entre Perri et Carl.
- Les épisodes 11 « Ascendant » et 12 « The 'M' Word » ont été écrits mais n'ont pas été tournés. Les scripts sont disponibles dans les suppléments du DVD.
- La série a été annulée au bout de dix épisodes par « manque d'audience »[2] et Kolchak n'élucidera jamais le meurtre de sa femme.
- Ce remake de la série culte Dossiers brûlants et pas vraiment fidèle à l'originale présente un nouveau Carl Kolchak plus jeune et torturé ! Le choix s'est porté sur Stuart Townsend, il a été vu dans La Reine des damnés ou La Ligue des gentlemen extraordinaires.
- À noter que dans l'épisode pilote Le Règne de la peur, il est rendu hommage à Darren McGavin le Kolchak d'origine. On peut y croiser Darren McGavin : l'équipe des effets spéciaux a prélevé l'acteur numériquement dans le pilote de 1971 afin de l'incruster à l'image (il fait une apparition clin d'œil de 5 secondes à 16 minutes et 15 secondes du début où on le voit ranger son pieu et sa croix dans sa mallette).

## DVD
Le 30 mai 2006, la série est sortie en DVD Zone 1 « USA » dans un coffret 2 DVD chez l'éditeur "Buena Vista Home Entertainment".